# Montopoli di Sabina
Montopoli di Sabina là một đô thị ở tỉnh Rieti trong vùng Latium, có khoảng cách khoảng 40 km về phía đông bắc của Roma và cách khoảng 20 km southvề phía tây của Rieti. Tại thời điểm ngày 31 tháng 12 năm 2004, đô thị này có dân số 3.829 người và diện tích là 37,6 km².
Montopoli di Sabina giáp các đô thị: Castelnuovo di Farfa, Fara in Sabina, Fiano Romano, Montelibretti, Nazzano, Poggio Mirteto, Salisano, Torrita Tiberina.